# Apollodorus van Cassandrea

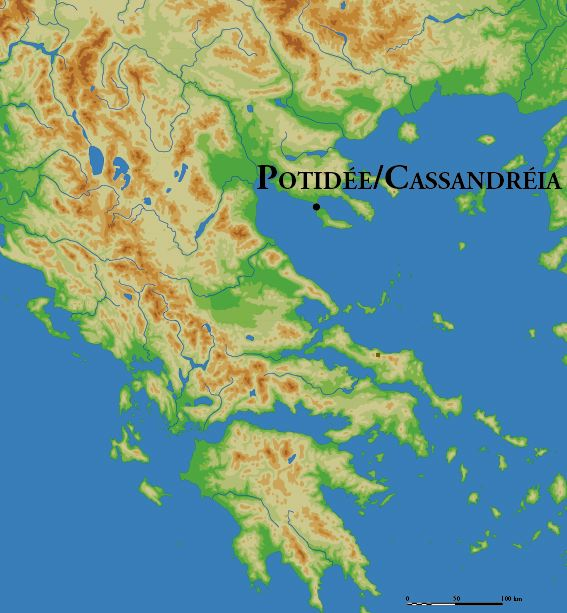
Ligging van Cassandrea/Potidaea.

Apollodorus (Oudgrieks: Ἀπολλόδωρος, Apollódōros) was een bloeddorstig tyrannos in Cassandrea op het schiereiland Pallene.
Apollodorus greep, nadat een eerdere poging aan het licht was gekomen en hij voor het gerecht was gebracht, in 278 v.Chr. met de hulp van een bende van slaven en werkmannen de macht in Cassandreia. Hij zou vervolgens de rechters, die hem weliswaar - toen ze hem in zwarte rouwkledij en schijnbaar berouwvol voor hen zagen verschijnen - hadden vrijgesproken, om het leven laten brengen.
Het jaar daarop begon Antigonus Gonatas met de belegering van de stad, die tien maanden zou duren. Uiteindelijk wist Antigonus met de hulp van de beruchte piraat Ameinias te misleiden en de stad in te nemen, waarna Apollodorus werd gedood.

## Referentie
- art. Apollodorus (1), in F. Lübker - trad. ed. J.D. Van Hoëvell, Classisch Woordenboek van Kunsten en Wetenschappen, Rotterdam, 1857, p. 82.